# Hohe Luft (Magazin)
Hohe Luft war eine zweimonatlich erscheinende Philosophie-Zeitschrift. Sie erschien beim Hohe Luft Verlag, der zum Inspiring Network gehört. 2023 wurde die Einstellung der Zeitschrift bekanntgegeben, die Abonnentenkartei wurde an das Philosophie Magazin verkauft.
Die Zeitschrift erschien erstmals am 17. November 2011. Sie wurde vom Inspiring Network gestartet, dessen Hauptgesellschafterin Katarzyna Mol-Wolf ist. Der Name der Zeitschrift bezieht sich auf den Verlagssitz Hamburg-Hoheluft. Chefredakteur wurde Thomas Vašek und Herausgeberin Anke Rippert, die Minderheitsgesellschafterin des Inspiring Networks ist. Im April 2012 wurde der Hohe Luft Verlag gegründet, an dem das Inspiring Network mit 94 Prozent beteiligt ist und Thomas Vašek mit 6 Prozent. Ab 2012 erschien die Zeitschrift vierteljährlich, seit 2013 zweimonatlich. Ab 2015 erschien zusätzlich zwei Mal im Jahr das monothematische Sonderheft Hohe Luft kompakt.